# Sidney Sonnino
Sidney Costantino Sonnino (11. března 1847 Pisa – 24. listopadu 1922 Řím) byl italský politik, poslanec, ministr financí a zahraničí a dvakrát krátce premiér své země, a to 8. února 1906 až 29. května 1906 a 11. prosince 1909 až 31. března 1910.
Sonninův otec byl židovského původu, matka Velšanka a rodina vyznávala anglikánství. Ve věku 20 let nastoupil Sonnino diplomatickou dráhu, později se stal politikem. Poslancem byl poprvé zvolen roku 1880 a poslanecký mandát si udržel až do roku 1919, v parlamentu byl vůdcem frakce levicových konzervativců. Podporoval všeobecné volební právo a jeho studie o sociálních poměrech sicilských rolníků z roku 1876 vyvolala širokou diskusi o sociální politice. Prosazoval vstup země do první světové války a po válce podporoval fašisty.

## Vyznamenání
- velkokříž Řádu svatého Mauricia a svatého Lazara – Italské království
- velkokříž s řetězem Řádu italské koruny – Italské království